# Viva! (musikgrupp)
Viva! var en svensk new wave-grupp bildad 1980.

## Historik
VIVA! Bildades 1980 i Göteborg under new wave-vågen av Ulf Zackrisson (1951–2023) (gitarr), Peter Stridh (sång), Hans Asteberg (syntar), Pär Kilborn (basgitarr) och Lars Tapper (trummor). Denna konstellation signades 1981 av Stranded Rekords och debuterade samma år med singeln Delfiner/Min Gula Regnkappa. VIVA!:s musik och sound bar släktskap med brittisk artrock och samtida grupper såsom Simple Minds, Ultravox (med John Foxx) och Magazine – en cover på Ultravox "I Can´t Stay Long" från albumet Systems of Romance kom att senare att ingå i VIVA!:s liverepertoar. Med en svängig och stadig rytmsektion i botten, suggestiva syntklanger och en oftast psykedelisk färgad sologitarr hade VIVA! ett sound och en spelförmåga som saknade motstycke i svensk 80-tals new wave. 
Peter Stridh lämnade 1982 VIVA! för en solokarriär och i samband med detta tog Ulf Zackrisson över som sångare. 1982 släpptes debutalbumet I splitter av ljud och då hade gruppen utökats med Mikael Fölsch (1960–2006) på keyboards. Fölsch var även gruppens studiotekniker och medproducent. Han lämnade bandet efter turnerandet i samband med plattan I splitter av ljud. 1983 påbörjades arbetet med bandets andra album, Flykten. En egen stil mejslades ut, fortfarande med soundet intakt, denna gång också färgade av akustiska gitarrer, tvärflöjt, flygel med mera.
Efter två album på Stranded signades man av det norska skivbolaget Uniton som gav ut VIVA!:s tredje album, Dreams Be Quiet 1985, med låtar på engelska. Ny basist var Tapio Remes som ersatt Pär Kilborn. Dreams Be Quiet är jämfört med de två tidigare albumen mörkare i stämningen och bitvis hårdare i soundet.
En utlandslansering som skulle gjorts av Uniton gick i stöpet efter en konkurs. Efter en Sverige-turné som följde på albumet splittrades VIVA!

## Efter VIVA!
Tillsammans med sångaren Peter Bryx (tidigare gitarrist i Kai Martin & Stick) bildade Ulf Zackrisson Reptile Menwalk 1985 ett gitarrdrivet band i Sisters of Mercy-stil där även VIVA!-medlemmarna Lars Tapper och Tapio Remes kom att ingå, samt gitarristen och sångaren Stefan Falk. Reptile Menwalk splittrades 1986.
1987 satte Ulf Zackrisson och Lars Tapper ihop ett nytt VIVA!, uteslutande som ett studioprojekt vilket resulterade i albumet A Rainbow At The Edge of a Rainbow. Där medverkade även Stefan Falk från Reptile Menwalk.
Efter VIVA! följde en längre tids paus vad gäller skivutgivning. Red Shift heter en lös konstellation som 1995 signades av Telegram Records för att ge albumet Melt Into Shape. I bandet ingick Ulf Zackrisson, Lars Tapper och Pär Kilborn tillsammans med keyboardisten Sven Jansson och med Michael Dee på sång.